# Daïra de Constantine
La daïra de Constantine est une circonscription administrative algérienne située dans la wilaya de Constantine et la région du Constantinois. Son chef-lieu est situé sur la commune éponyme de Constantine.

## Communes
La daïra comprend la seule commune de Constantine.